# Fabíola Molina
Fabiola Molina, (São José dos Campos, 22 de maig de 1975), és una destacada esportista brasilera de l'especialitat de natació que va ser campiona sud-americana a Medellín 2010.

## Trajectòria
La trajectòria esportiva de Fabiola Molina s'identifica per la seva participació en els següents esdeveniments nacionals i internacionals:

### Jocs Sud-americans
Va ser reconegut el seu triomf de ser l'onzena esportista amb el major nombre de medalles de la selecció de  Brasil en els jocs de Medellín 2010.

#### Jocs Sud-americans de Medellín 2010
El seu acompliment en la novena edició dels jocs, es va identificar per ser la trentena sisena esportista amb el major nombre de medalles entre tots els participants de l'esdeveniment, amb un total de 3 medalles:

- , Medalla d'or: Natació Esquena 50m Dones
- , Medalla d'or: Natació Esquena 100m Dones
- , Medalla d'or: Natació Relleu 4x100m Natació Combinada Dones